# Pájara
Pájara – miasto i gmina w Hiszpanii, w prowincji Las Palmas, we wspólnocie autonomicznej Wysp Kanaryjskich. Pájara to największa gmina na wyspie Fuerteventura, o powierzchni 383,52 km². W 2011 roku gmina liczyła 20 500 mieszkańców.
Do największych miast gminy należą Morro Jable i Costa Calma.

## Przypisy

Mapa gminy Pájara